# Kohima
Kohima (hindi : कोहिमा, prononciation) est la capitale de l'État du Nagaland, située à l'extrême est de l'Inde, près de la Birmanie. Elle fait partie du district qui porte son nom ; elle est la seule ville du Nagaland avec Dimapur et Mokokchung qui possède un conseil municipal.

## Histoire
Dans les années 1840, les Britanniques ont commencé à s’établir sur le territoire, mais ont rencontré une opposition des Nagas. En 1944, lors de la Seconde Guerre mondiale, la bataille de Kohima a opposé les Japonais et les Britanniques, donnant la victoire à ces derniers. En 1963, Kohima a été choisie pour devenir la capitale du nouvel État du Nagaland. Selon le recensement indien de 2011, elle comptait environ 267 988 personnes.

## Géographie
Kohima se situe sur une crête à une altitude moyenne de 1 261 mètres, et serpente le long des montagnes environnantes, comme c'est souvent le cas pour les villages Nagas.

### Climat
Kohima jouit d'un climat subtropical humide, avec des hivers peu froids et des étés relativement chauds. Décembre et janvier sont les mois les plus froids avec des gels et parfois des chutes de neige en altitude. Pendant les mois d'été (de juillet à août), la température se stabilise autour de 30 °C et on assiste à de nombreuses précipitations.
| Températures moyennes maximales dans la journée (°C) | 21,3 | 23,3 | 27,0 | 28,8  | 29    | 28,8  | 28,8  | 28,8  | 28,9  | 27,7  | 24,9 | 22,1 |
| Températures moyennes minimales (°C)                 | 3,7  | 6,6  | 10,7 | 15,3  | 18,3  | 20,8  | 21,5  | 21,3  | 20,2  | 16,7  | 10,4 | 5,0  |
| Pluviométrie (mm)                                    | 12,8 | 30,6 | 61,1 | 101,2 | 145,9 | 283,8 | 231,4 | 196,6 | 123,6 | 119,7 | 36,0 | 10,4 |
| Nombre de jours de pluie par mois                    | 1,3  | 2,8  | 5,0  | 8,8   | 11,1  | 16,0  | 16,4  | 13,6  | 8,9   | 6,9   | 2,4  | 0,8  |
| Source: Gouvernement Indien                          |      |      |      |       |       |       |       |       |       |       |      |      |

## Démographie

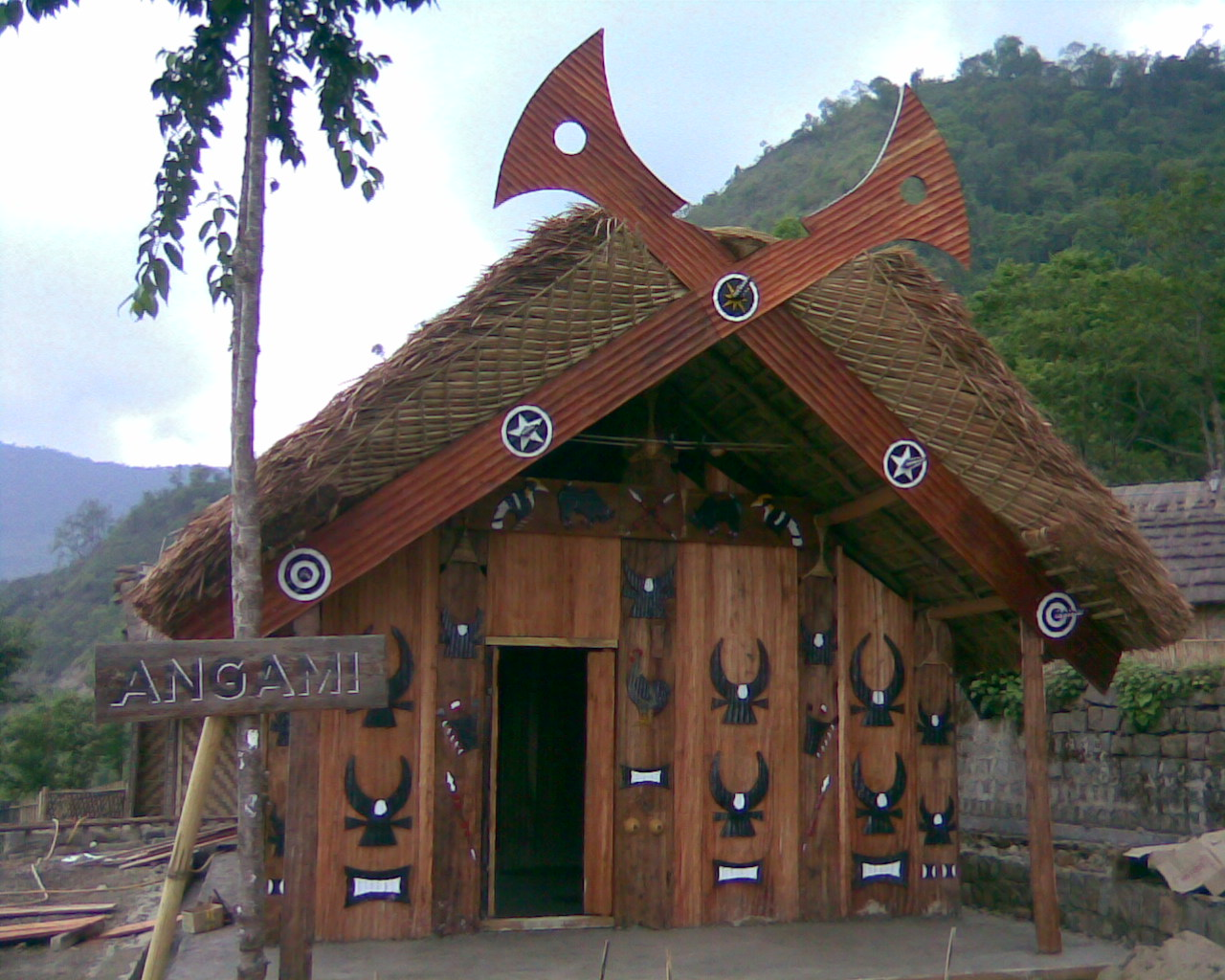
Réplique d'une hutte des Angamis Naga

D'après le recensement de 2001, Kohima est une ville de 77 030 habitants (rec. 2001). Les hommes constituent 54 % de la population et les femmes 46 %. Le taux d'alphabétisation à Kohima est de 75 %, ce qui est beaucoup plus haut que la moyenne nationale (59,5 %) ; 79 % des hommes et 70 % des femmes savent lire et écrire. La population est assez jeune avec 13 % de moins de 6 ans. En 2011, la population était de 99 039
Aujourd'hui, la population de la ville est composée de 17 tribus, toutes issues du Nagaland ; les Angamis et les Aos sont les plus nombreux.
Le Greater Kohima qui inclut le village de Kohima, Jakhama et Jotsoma situés autour de la ville de Kohima est la deuxième région urbaine du Nagaland après Dimapur-Chumukedima.